# La gata de Angora
La gata de Angora es una obra de teatro de Jacinto Benavente, estrenada en 1900.

## Descripción
La obra, una comedia en cuatro actos y escrita por Jacinto Benavente, fue estrenada la noche del sábado 31 de marzo de 1900 en el Teatro de la Comedia de Madrid, con la participación de actores como Emilio Thuillier, Rosario Pino, Josefina Blanco, Luis Echaide, Fernando Porredón,  Álvarez, Suárez, Rubio, Gonzálvez y Ponzano.
Ante el estreno, críticos teatrales como José de Laserna y Francisco Serrano de la Pedrosa destacaron el primer acto frente a los tres restantes, que no tuvieron gran recepción en el público. Esta circunstancia la atribuye Clarín en uno de sus paliques en Madrid Cómico a una mezcla de comedia y drama en la obra, preguntándose «¿cómo había de tolerarlo nuestro público latino, tan amigo de que cada cosa vaya por separado y los dramas no sean comedias ni las comedias dramas?».
Está protagonizada por Aurelio, que se enamora de una mujer llamada Silvia, a la que Eduardo Bustillo describe como «frívola hasta lo más hondo». Según este mismo autor todo lo que pasa en La gata de Angora se reduce a la «escena repetida de dos amantes que no pueden entenderse. Ella se fatiga al fin, y él, abandonado, se refugia en los brazos de su hermana Josefina».